# Milagros Cabral
Milagros Cabral De la Cruz (Santo Domingo, 17 de outubro de 1978) é uma jogadora dominicana de voleibol. Atua como ponta e defende atualmente o Pinkin de Corozal.

## Clubes
| Clube                           | País                 | De   | Até  |
| Pioneer Red Wings               | Japão                | 1997 | 1998 |
| Marsì Palermo                   | Itália               | 1998 | 1999 |
| Construcciones Damesa de Burgos | Espanha              | 2001 | 2002 |
| Universidad de Burgos           | Espanha              | 2002 | 2003 |
| Los Cachorros                   | República Dominicana | 2001 | 2005 |
| Volley Modena                   | Itália               | 2003 | 2004 |
| Samorodok Khabarovsk            | Rússia               | 2004 | 2005 |
| Leonas de Ponce                 | Porto Rico           | 2006 | 2006 |
| Ícaro Alaró                     | Espanha              | 2006 | 2007 |
| Pinkin de Corozal               | Porto Rico           | 2008 | 2008 |
| Korea Expressway Corporation    | Coreia do Sul        | 2008 | 2009 |
| Pinkin de Corozal               | Porto Rico           | 2009 | 2009 |
| Korea Expressway Corporation    | Coreia do Sul        | 2009 | 2010 |
| Mirador                         | República Dominicana | 2010 | 2010 |
| Pinkin de Corozal               | Porto Rico           | 2011 | 2011 |

## Principais conquistas naSeleção
- Campeã Campeonato NORCECA - 2009 Medalha de Ouro
- Campeã Jogos Centro-americanos e do Caribe - 2006 Medalha de Ouro
- Campeã da Copa Panamericana - 2008 Medalha de Ouro
- Campeã dos XIV Jogos Pan-Americanos do Santo Domingo - 2003 Medalha de Ouro
- Vice-campeã do Torneio de Voleibol Final Four - 2008 Fortaleza Medalha de Prata

## Principais conquistas em clubes
- Campeã da Liga de Voleibol Superior Femenino pelo Pinkin de Corozal - (2008)
- Campeã da Liga FEV pelo Ícaro Alaró - (2006/2007)

## Prêmios individuais
- MVP - Copa Panamericana (2003)